# Памятник Вечной Славы (Киев)
Памятник Вечной Славы на могиле Неизвестного солдата в Киеве — памятник в честь воинов, погибших в Великой Отечественной войне. Расположен в центре парка Вечной Славы. Открыт 6 ноября 1957 года.
Памятник представляет собой обелиск высотой 27 (в некоторых источниках — 26) метров. У подножия обелиска, на могиле Неизвестного солдата, горит Вечный огонь. К обелиску ведёт Аллея героев, на которую перенесены 35 воинских захоронений с Байкового и Лукьяновского кладбищ, Аскольдовой могилы, с некоторых парков и площадей города (в том числе одно — Неизвестного солдата с Лютежского плацдарма). Разные по званию военные — от старшины до генерал-полковника, а также комиссар государственной безопасности — воевали с врагом на территории Украинской ССР, большинство отличилось в боях за Киев. Среди них 12 Героев Советского Союза.
Тут похоронены:
- Кирпонос, Михаил Петрович (1892—1941), генерал-полковник, Герой Советского Союза, командующий Юго-Западным фронтом
- Витрук, Андрей Никифорович (1902—1946), гвардии генерал-майор авиации, Герой Советского Союза, Народный Герой Югославии
- Турбин, Дмитрий Иванович (1903—1944), гвардии генерал-лейтенант артиллерии, Герой Советского Союза
- Малыгин, Сергей Александрович (1898—1944), полковник, Герой Советского Союза
- Проценко, Степан Федосеевич (1900—1943), подполковник, Герой Советского Союза
- Леонов, Иван Дмитриевич (1915—1944), гвардии майор, Герой Советского Союза
- Мончак, Мефодий Степанович (1915—1944), гвардии майор, Герой Советского Союза
- Луста, Пётр Васильевич (1913—1945), майор, Герой Советского Союза
- Авдеев, Николай Дмитриевич (1919—1944), гвардии капитан, Герой Советского Союза
- Должанский, Юрий Моисеевич (1923—1943), гвардии старший лейтенант, Герой Советского Союза
- Гогичаишвили, Николай Иванович (1903—1945), гвардии старшина, Герой Советского Союза
- Шолуденко, Никифор Никитович (1919—1943), старшина, Герой Советского Союза
- Громагин, Михаил Александрович (1902—1945), гвардии генерал-майор танковых войск
- Лавриненко, Матвей Илларионович (1903—1945), гвардии генерал-майор
- Колотушкин, Иван Иванович (1903—1943), гвардии инженер-полковник
- Чернев, Вениамин Владимирович (1907—1943), гвардии полковник
- Захаров, Леонид Васильевич (1911—1945), гвардии инженер-полковник
- Маляров, Михаил Феодосиевич (1902—1944), гвардии подполковник
- Новиков, Юрий Васильевич (1923—1945), гвардии капитан
- Ломакин, Николай Петрович (1918—1944), младший лейтенант
- Жуков, Александр Алексеевич (1900—1944), комиссар государственной безопасности
- Бабин, Анатолий Васильевич (1900—1946), генерал-майор инженерных войск
- Пилипенко, Антон Петрович (1903—1944), генерал-майор
- Сербин, Владимир Михайлович (1896—1944), генерал-майор
- Скляров, Сергей Фёдорович (1897—1943), генерал-майор
- Тупиков, Василий Иванович (1901—1941), генерал-майор
- Чернышёв, Николай Григорьевич (1904—1946), генерал-майор
- Елисеев, Иван Григорьевич (1903—1943), полковник
- Зубарев, Иосиф Егорович (1907—1944), полковник
- Ромащенко, Иван Фёдорович (1903—1943), полковник
- Ситников, Николай Сергеевич (1902—1944), полковник
- Фомин, Юрий Иванович (1911—1944), полковник
- Фридман, Савва Маркович (1902—1943), подполковник
- Мадюдя, Мефодий Ульянович[укр.] (1922—1944), лейтенант

В 1984—1985 годах, в канун 40-летия Победы, памятник был реконструирован.

## Авторы

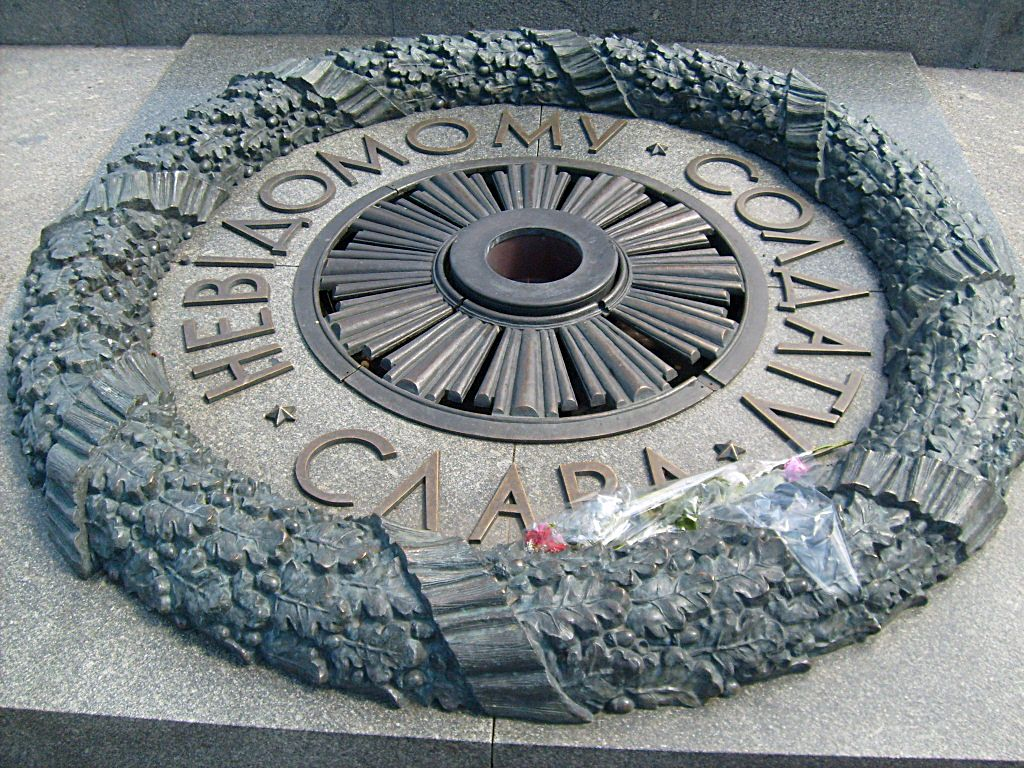
Вечный огонь

Архитекторы:
- Милецкий, Авраам Моисеевич
- Бакланов, В. В.
- Новиков, Л. В.

Скульптор:
- Першудчев, Иван Гаврилович

Инженер-конструктор:
- Рабинович, Давид Израилевич